# Franco Superchi
Franco Superchi (* 1. September 1944 in Allumiere) ist ein ehemaliger italienischer Fußballtorhüter. Er war vor allem für die AC Florenz und Hellas Verona aktiv und holte sowohl mit der Fiorentina als auch mit seinem späten Verein AS Rom die italienische Meisterschaft.

## Karriere
Franco Superchi wurde am 1. September 1944 in Allumiere, einem kleinen Gemeinde in der Provinz Rom, geboren. Sein erster Verein war der ortsansässige Amateurklub Bettini Quadraro, ehe er vom kleinen römischen Verein AS Tevere für die Jugendabteilung verpflichtet wurde. Dort spielte der Torhüter von 1961 bis 1963 in der Jugend und später von 1963 an zwei Jahre in der ersten Mannschaft, wobei er 23 Ligaspiele machte. Im Sommer 1965 wurde Superchi vom Erstligisten AC Florenz unter Vertrag genommen, wo er schon bald zum Stammkeeper avancierte. Zu Beginn seiner Zeit in Florenz war er aber noch Ersatztorhüter hinter Enrico Albertosi, sodass er auch den Finalsieg bei der Coppa Italia 1965/66 gegen die US Catanzaro nur von der Bank aus mitbekam. Nach Albertosis Abgang zur US Cagliari 1968 wurde Franco Superchi aber endgültig erster Torhüter der Fiorentina. In der Saison 1968/69 gelang mit Superchi als Torhüter und Spielern wie beispielsweise Mittelfeldregisseur Giancarlo De Sisti oder den Angreifern Amarildo und Luciano Chiarugi der Gewinn der italienischen Fußballmeisterschaft. In der Serie A rangierte das Team von Trainer Bruno Pesaola nach dem Ende aller Spieltage auf dem ersten Platz mit vier Punkten Vorsprung auf das zweitplatzierte Juventus Turin. Franco Superchi war an dem Meistertitel entscheidend mit beteiligt, er stand in allen dreißig Saisonpartien im Tor seiner Mannschaft. In den Folgejahren konnte dieser Triumph jedoch nicht wiederholt werden. Insgesamt spielte Franco Superchi von 1965 bis 1976 zwölf Jahre lang für die AC Florenz und machte in dieser Zeit 227 Ligaspiele. Gegen Ende seiner Fiorentiner Zeit erreichte er mit dem Team noch einmal das Endspiel der Coppa Italia. In der Spielzeit 1974/75 gewann das von Nereo Rocco trainierte Team im Endspiel mit Franco Superchi im Tor mit 3:2 gegen den AC Mailand.
Im Jahr 1976 wechselte Franco Superchi den Verein und schloss sich dem Ligakonkurrenten Hellas Verona an. Für den norditalienischen Klub stand Superchi von 1976 bis 1980 im Tor und brachte es in dieser Zeit auf insgesamt 126 Ligaspiele, wobei er bei Hellas Verona uneingeschränkter Stammtorhüter war. In den ersten beiden Spielzeiten gelangen jeweils Mittelfeldplatzierungen und der Abstieg wurde deutlich vermieden. Die Serie A 1978/79 beendete Hellas Verona mit Keeper Superchi jedoch auf dem letzten Platz und musste den Gang in die Serie B antreten, wo im Jahr darauf der direkte Wiederaufstieg deutlich verpasst wurde.
Im Sommer 1980 verließ Franco Superchi Hellas Verona wieder und wechselte zur AS Rom, wo er in der Folgezeit jedoch nicht über die Rolle des Reservetorhüters hinaus kam. Hinter Franco Tancredi zweiter Keeper war Superchi aber dennoch dabei, als die AS Rom unter Nils Liedholm in der Saison 1982/83 zum zweiten Mal in der Vereinsgeschichte die italienische Meisterschaft holte. Vier Punkte trennten die Mannschaft um Paulo Roberto Falcão, Agostino Di Bartolomei und Bruno Conti vom zweitplatzierten Juventus Turin. Auch beim Pokalsieg mit der Roma 1980/81 absolvierte Tancredi das Endspiel gegen Torino Calcio, das die AS Rom schließlich mit 4:2 im Elfmeterschießen für sich entscheiden konnte.
Franco Superchi machte zwischen 1980 und 1984 nur ein Ligaspiel für die AS Rom. Ab 1984 spielte er noch ein Jahr beim Viertligisten Civitavecchia Calcio, ehe er seine Laufbahn 1985 nach 23 Jahren im Geschäft und im Alter von 40 Jahren beendete.

## Erfolge
- Italienische Meisterschaft: 2×

1968/69 mit der AC Florenz
1982/83 mit der AS Rom
- Italienischer Pokalsieg: 3×

1965/66 und 1974/75 mit der AC Florenz
1980/81 mit der AS Rom
- Mitropapokal: 1×

1966 mit der AC Florenz
- Englisch-italienischer Ligapokal: 1×

1975 mit der AC Florenz